# Пашнин, Михаил Валерьевич
Михаил Валерьевич Пашнин (род. 11 мая 1989, Челябинск) — российский хоккеист, защитник клуба «Нефтехимик».

## Биография
Воспитанник челябинского «Мечела». С 16 лет начал играть за родной клуб в первой лиге чемпионата России.
В 2009 на драфте КХЛ был выбран под первым номером ЦСКА, а через несколько недель был задрафтован уже клубом НХЛ «Нью-Йорк Рейнджерс» под номером 200.
В дебютном сезоне Пашнин сыграл почти во всех матчах своей команды. В 2011 стал обладателем Кубка Харламова в составе клуба «Красная армия». В том же году мог подписать контракт с «Нью-Йорк Рейнджерс», но решил остаться в КХЛ ещё как минимум на один сезон.
В конце 2011 года между ЦСКА и «Локомотивом» было достигнуто соглашение о переходе Пашнина. Переход состоялся в конце сезона 2011/12.
Лучший игрок сентября 2015 года в КХЛ. В этом сезоне Пашнин имел репутацию самого жесткого защитника КХЛ.
В Ярославле провел 5 лет. В 2017-м вернулся в ЦСКА. В 2019 году стал обладателем Кубка Гагарина, в сезоне набрал 5 (1+4) очков в 42 матчах регулярного чемпионата при показатетл полезности «+23». В 6 матчах плей-офф результативными действиями не отметился. 31 мая 2019 года ЦСКА расторг контракт с Пашниным по соглашению сторон. Тренер ЦСКА Игорь Никитин отметил, что Пашнин покинул клуб, так как хотел больше игровой практики. 1 июня 2019 года подписал контракт с клубом «Салават Юлаев». В сезоне 2019/20 в 54 матчах регулярного чемпионата набрал 10 очков (2+8) при показателе полезности «+9».
В 2020 году перешёл в ХК «Металлург», руководство которого предложило более выгодные финансовые условия. В сентябре 2021 года был признан лигой лучшим защитником месяца.
8 мая 2022 года подписал двухлетний контракт со СКА, по окончании сезона 2023/24 покинул клуб. 17 декабря 2024 подписал контракт до конца сезона с «Нефтехимиком».

## Карьера в сборной
Выступал за молодёжную сборную России, выиграл бронзовые медали молодёжного чемпионата мира 2009 года.

## Достижения
- Бронзовый призёр чемпионата России 2013/14
- Обладатель Кубка Харламова (2011)
- Обладатель Кубка Гагарина 2019
- Бронзовый призёр молодёжного чемпионата мира 2009 года

## Статистика
| Легенда | Легенда                    | Легенда | Легенда                   | Легенда | Легенда    |
| ------- | -------------------------- | ------- | ------------------------- | ------- | ---------- |
| И       | Количество проведённых игр | Штр     | Штрафное время            | +/−     | Плюс-минус |
| Г       | Голы                       | П       | Голевые передачи          | О       | Очки       |
| -       | Статистика неизвестна      | —       | Статистика не учитывалась |         |            |